# Razvod braka
Razvod braka predstavlja prestanak bračne zajednice u trenutku kada su oba bračna druga živa; od poništenja braka se razlikuje u tome što brak do trenutka rastave ostaje valjanim, odnosno što uvijek može proizvoditi određene pravne učinke (prava, obveze) po bračne partnere. Rastavu braka kao instituciju poznaju brojne kulture širom svijeta, te se kroz povijest prakticira u različitim oblicima. U suvremenom svijetu se najčešće sprovodi presudom suda ili odgovarajuće državne institucije. U tim zemljama rastavu braka reguliraju institucije obiteljskog, odnosno bračnog prava.
Pojam rastave označava stvarni prekid zajedničkog života dvoje supružnika uz istovremeni formalni ostanak u braku. Nasuprot tome postoje situacije kada formalno rastavljeni supružnici nastavljaju živjeti zajedno.
Protivljenje Rimokatoličke Crkve je razlogom zbog čega je mogućnost rastave braka relativno kasno uvedena u pravne sustave katoličkih zemalja kao što su Italija, Španjolska, Portugal i Irska, i što još uvijek ne postoji na Malti i na Filipinima.